# Timex Group USA

System podświetlania tarczy Indiglo w zegarkach Timex od 1992 roku

Timex Group USA, Inc. (wcześniej Timex Corporation) – amerykańskie przedsiębiorstwo produkujące zegarki. Jego główna siedziba znajduje się w Middlebury w stanie Connecticut.
Firma została założona w 1854 r. jako Waterbury Clock w Naugatuck Valley w Connecticut, znanej w XIX wieku jako „Szwajcaria Ameryki”. Podczas I wojny światowej firma rozpoczęła produkcję zegarków na rękę, a w 1933 na licencji Walta Disneya stworzyła pierwszy zegarek z Myszką Miki.
Podczas II wojny światowej nastąpiła zmiana nazwy na U.S. Time Company. W 1950 rozpoczęto produkcję zegarka naręcznego Timex, prezentowanego w serii reklam przedstawiających produkt poddawany różnym testom, jak np. zrzucenie z zapory Grand Coulee. Wkrótce spółka zmieniła nazwę na Timex Corporation. Sprzedaż sięgnęła ponad 500 milionów zegarków.
W latach 80. XX wieku Timex wszedł w spółkę z brytyjską firmą Sinclair Research i rozpoczął produkcję komputerów domowych, takich jak Timex Sinclair 1000 i kolejnych, wzorowanych na modelach ZX-81 i ZX Spectrum. Pomimo początkowych sukcesów w sprzedaży, ostatecznie Timex musiał wycofać się z tego sektora.
Firma przetrwała trudności okresu lat 70. i 80. i nadal utrzymuje się na rynku, straciła jednak pozycję lidera wśród producentów zegarków. W roku 2002 zatrudniała na czterech kontynentach 5500 pracowników.